# Encubrimiento del atentado a la AMIA
El encubrimiento al atentado a la AMIA es una amplia operación de encubrimiento del atentado terrorista a la AMIA, sucedido en Buenos Aires el 18 de julio de 1994. El encubrimiento comenzó a realizarse inmediatamente después del atentado e incluyó la desviación de la investigación judicial, el abandono de la llamada hipótesis siria, la manipulación de la información, la destrucción de pruebas, acciones ilegales para imputar falsamente a los autores, etc. El encubrimiento fue denunciado el 18 de julio de 1997 por los familiares de las víctimas y quedó al descubierto en ocasión del primer juicio por el atentado a la AMIA realizado entre 2001 y 2004, que ordenó abrir una causa especial para investigarlo, conocida como AMIA 2. En el encubrimiento están implicados altas figuras del gobierno argentino de ese momento, de la justicia, de los servicios de inteligencia, de la policía y de la comunidad judía.
El primer juez de la causa fue Claudio Bonadío, quien fuera removido por ser "juez y sospechoso", para ser reemplazado por Ariel Lijo. En agosto de 2015 trece personas acusadas de participar en el encubrimiento comenzaron a ser juzgadas en el llamado segundo juicio por el atentado a la AMIA. Entre los acusados se encuentra el entonces presidente de la Nación Carlos Menem, el exjuez de la causa Juan José Galeano, el exjefe del servicio de inteligencia Hugo Anzorreguy, el entonces presidente de la Delegación de Asociaciones Israelitas Argentinas (DAIA) Rubén Beraja, el exjefe de la Unidad Antiterrorista de la Policía Federal Jorge "Fino" Palacios y el reducidor de autos acusado de haber entregado el vehículo usado como coche-bomba Carlos Telleldín.

## Antecedentes
El 18 de julio de 1994 se produjo el atentado terrorista a la AMIA, mediante el cual fue dinamitado el edificio de la Asociación Mutual Israelita Argentina (AMIA) en Buenos Aires, asesinando a 85 personas y lesionando a más de trescientas. El hecho se produjo durante la presidencia de Carlos Menem y registraba además como antecedente el atentado a la embajada de Israel en Argentina -también en Buenos Aires- cometido dos años antes, que dejara 22 muertos y cientos de heridos.
La causa quedó en manos del juez Juan José Galeano y de los fiscales Eamon Mullen y José Barbaccia, a quienes se sumó Alberto Nisman en 1997.

## Hechos
En 1994, poco después del atentado, los periodistas Jorge Lanata y Joe Goldman publicaron el libro Cortinas de humo en el que los autores advertían: 

En ambos atentados intereses de política internacional forzaron la búsqueda de los culpables: se eligió primero dónde llegar y se construyó luego la manera de hacerlo. Hasta ahora el resultado fue una cacería de fantasmas plagada de pistas falsas, mitos sobre conductores suicidas y versiones fantásticas que en muchos casos fueron generadas por los mismos protagonistas de la supuesta investigación: los servicios de inteligencia, un mediocre y oscuro grupo que se ha vuelto un Estado dentro del Estado".

Al cumplirse tres años del atentado, Laura Ginsberg, cuyo esposo murió en la AMIA, pronunció en duro discurso en el acto en memoria de las víctimas, denunciando las fallas en la investigación y sosteniendo que las mismas tenían como objetivo encubrir el atentado, acusando abiertamente al gobierno:

Yo acuso al gobierno de Menem y Duhalde de consentir la impunidad, de consentir la indiferencia de los que saben y callan, de consentir la inseguridad, la impericia y la ineptitud... Yo acuso al gobierno de Menem y Duhalde de encubrir la conexión local, que sirvió para matar a nuestros familiares.
Laura Ginsberg, 17/08/1997

En 2001 los fiscales Eamon Mullen, José Barbaccia y Alberto Nisman, y el juez Galeano dieron por terminada la investigación sobre la llamada "conexión local", y elevaron la causa a juicio. En los nueve años transcurridos desde el atentado, habían acusado y detenido a varios policías bonaerenses, cuya principal figura era el comisario Juan José Ribelli, y un armador de autos robados llamado Carlos Telleldín, todos acusados de haber provisto al comando terrorista una camioneta Renault Trafic usada como coche-bomba en el atentado. 
En el curso del juicio se reveló una enorme trama de encubrimiento, con participación de las más altas instancias del gobierno, la justicia, los servicios de inteligencia, la policía e incluso organizaciones de la comunidad judía de Argentina. Se reveló también que los policías encarcelados habían sido incriminados ilegalmente. El tribunal dispuso entonces anular la investigación llevada a cabo hasta ese momento, liberar a los detenidos, absolver a los acusados y abrir una causa para investigar el encubrimiento, imputando al expresidente Menem, al exjefe de inteligencia Hugo Anzorreguy, al juez de la causa Juan José Galeano, a los comisarios de la Policía Federal Jorge "Fino" Palacios y Carlos Castañeda y al presidente de la DAIA Rubén Beraja, entre otros.
Entre los principales actos cometidos para encubrir el atentado se descubrieron:

### El encubrimiento de la "pista siria"
En los primeros días luego del atentado, los investigadores descubrieron una serie de conexiones que implicaban a personas de origen sirio. El propio presidente Menem era hijo de sirios, con importantes contactos institucionales y privados en ese país, y declaró públicamente después del atentado contra la embajada de Israel que el atentado se lo habían hecho a él, pidiendo además "perdón" por el atentado de la AMIA.
La "pista siria" estaba relacionada con el ciudadano argentino de origen sirio Alberto Kanoore Edul. Los cruzamientos de llamadas realizados inmediatamente después del atentado, sugirieron la posibilidad de que Kanoore Edul estuviera implicado, ya sea por su búsqueda de una Trafic en la misma época a través de Telleldín, por la existencia en su agenda telefónica de "Rabbani" (uno de los iraníes acusados de haber sido autor primario del atentado), o porque el camión que dejó un volquete en la puerta de la AMIA instantes antes de la explosión, se dirigió inmediatamente después a dejar otro volquete en las inmediaciones del comercio de Kanoore.
Por esa razón se ordenaron la intervención telefónica de sus llamadas y allanamientos en sus propiedades. Esas medidas fueron bloqueadas por el aviso que Kanoore Edul recibió previo a los allanamientos y el borrado de las grabaciones. De esos delitos fueron acusados los comisarios Jorge "Fino" Palacios y Carlos Castañeda.
Kanoore Edul también hizo gestiones en la presidencia de la Nación con el fin de ser apartado de la investigación. Se acusó de haber realizado esas gestiones a Munir Menem (hermano fallecido de Carlos Menem) y al propio Carlos Menem.
La "pista siria" tenía en cuenta la posibilidad de que el atentado estuviera relacionado con el incumplimiento por parte del presidente Menem de acuerdos con Siria sobre tecnología nuclear y misiles, campos en los que la Argentina había avanzado considerablemente, pero que fueron desmontados en los primeros años del gobierno de Menem, debido a presiones de Estados Unidos.
Finalmente la "pista siria" no fue adecuadamente investigada y fue abandonada.

### Pago de 400.000 dólares a Telleldín para incriminar a policías
Otro de los hechos descubiertos en el primer juicio fue el pago de 400.000 dólares que se hizo al detenido Carlos Telleldín, con el fin de que incriminara a varios policías bonaerenses de haber sido los intermediarios de la entrega del coche-bomba. Telleldín denunció entonces al comisario Juan José Ribelli y a los subcomisarios Raúl Ibarra y Anastasio Leal, que permanecieron presos durante años. Durante el juicio se proyectó un video en el que se ve la operación, así como la presencia del juez.
Se acusó y llevó a juicio por esta operación a la cúpula del servcicio de inteligencia, al juez Galeano, a los fiscales Mullen y Barbaccia, a Rubén Beraja, en ese entonces presidente de la DAIA y al propio Telleldín, así como a su esposa y a su abogado, que colaboraron para que el acto se realizara.